# Westinghouserem

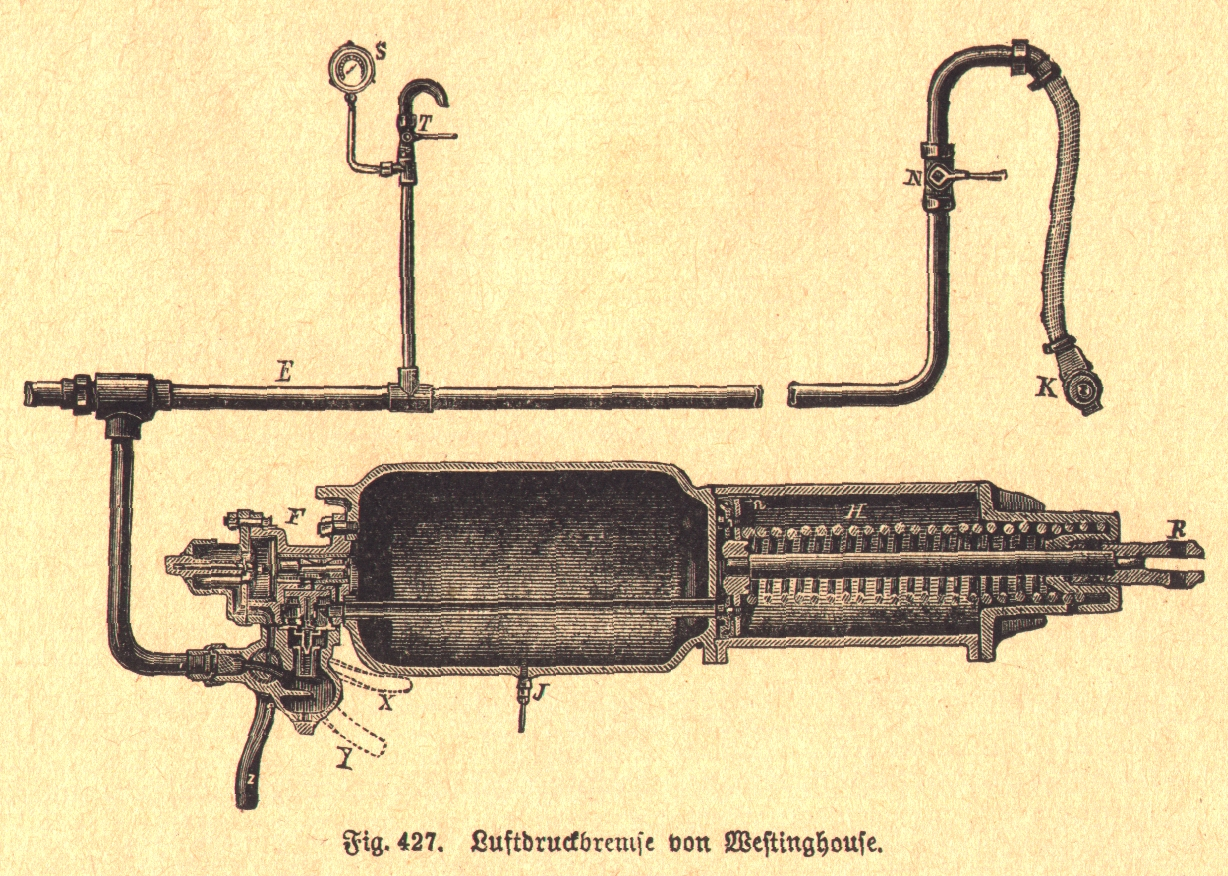
Westinghouse luchtdrukrem

De westinghouserem is een remsysteem dat in 1869 werd uitgevonden door George Westinghouse en geoctrooieerd in 1872.
Tot die tijd was het geen sinecure om een lange trein tot stilstand te brengen. De wielen van de locomotief hebben niet genoeg wrijving om de trein significant te kunnen vertragen. Er waren dan ook, verdeeld over de trein, enkele remmers nodig.
Bij de Westinghouserem kon elke wagen beremd worden. De rem wordt vanuit de locomotief bediend – er is dus geen aparte remmer meer nodig. Het systeem bestaat uit een remleiding (buis) die onder de hele trein doorloopt en die pneumatisch op druk wordt gehouden (met een compressor) om de remmen te lossen. Laat de machinist de remleiding leeglopen, dan slaan de remmen van elke wagen aan. 
De Westinghouserem maakte het remmen dus een stuk veiliger en er was minder personeel voor nodig. Een bijkomend voordeel was de noodrem: elke passagier kan de trein tot stilstand brengen door met de noodrem de hele remleiding te laten leeglopen. Ook als de trein in twee delen breekt, zullen beide delen tot stilstand komen. 
De fabriek die voor het produceren van de Westinghouserem werd opgericht was de eerste in een lange reeks en staat aan de basis van het industrieel imperium van Westinghouse.
Het remsysteem werd steeds verder ontwikkeld en wordt heden ten dage nog steeds toegepast in treinen en vrachtwagens. WABCO (Westinghouse Air Brake COmpany) is nog steeds een grote speler in deze markt.